# Vrbovce
Vrbovce (ungarisch Verbóc, deutsch Werbowe) ist eine Gemeinde im Westen der Slowakei direkt an der Grenze zu Tschechien.

## Lage
Der Name der Gemeinde wurde zum ersten Mal im Jahre 1394 als Vrbowich erwähnt.
Die Gemeinde liegt am Flüsschen Teplica in den Weißen Karpaten in der Nähe der tschechischen Grenze. Myjava liegt zirka 10 km südöstlich der Gemeinde. Seit 1998 gliedert sich die Gemeinde neben dem Hauptort noch in den Gemeindeteil Šance, der zuvor zu Tschechien gehörte.

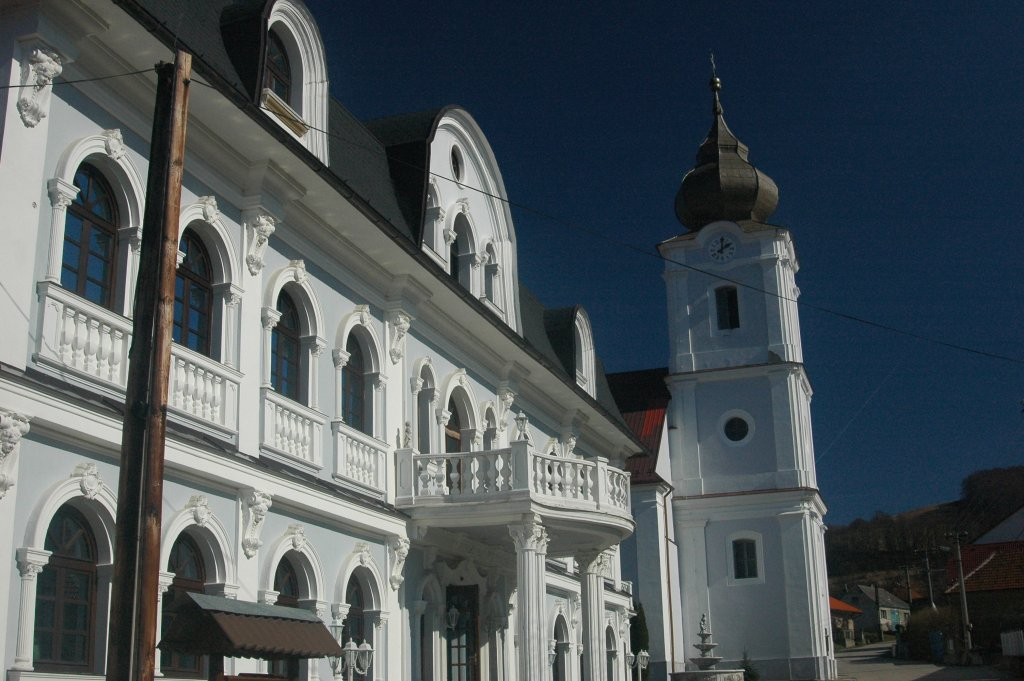
Kirche und Palast im Ort

## Verkehrsanbindung
Die Gemeinde ist an das öffentliche regionale Busnetz sowie an die Bahnstrecke Nové Mesto nad Váhom–Veselí nad Moravou angeschlossen. Die Gleisanlagen des Bahnhofs grenzen an drei Seiten direkt an die Grenze zu Tschechien.

## Bevölkerung
| Jahr                | 1994 | 2004    | 2014    | 2024    |
| ------------------- | ---- | ------- | ------- | ------- |
| Anzahl der Personen | 1622 | 1574    | 1539    | 1405    |
| Unterschied         |      | −2,95 % | −2,22 % | −8,70 % |

| Jahr                | 2023 | 2024    |
| ------------------- | ---- | ------- |
| Anzahl der Personen | 1420 | 1405    |
| Unterschied         |      | −1,05 % |

## Persönlichkeiten
- Karol Adamiš (1813–1849), Autor und evangelischer Pastor
- Ján Beblavý (1898–1968), Schriftsteller und evangelischer Pfarrer
- Ján Pravoslav Leška (1831–1909), Schriftsteller und evangelischer Pfarrer
- Štěpán Leška (1757–1818), Schriftsteller und Superintendent